# مترو 2033 (لعبة فيديو)

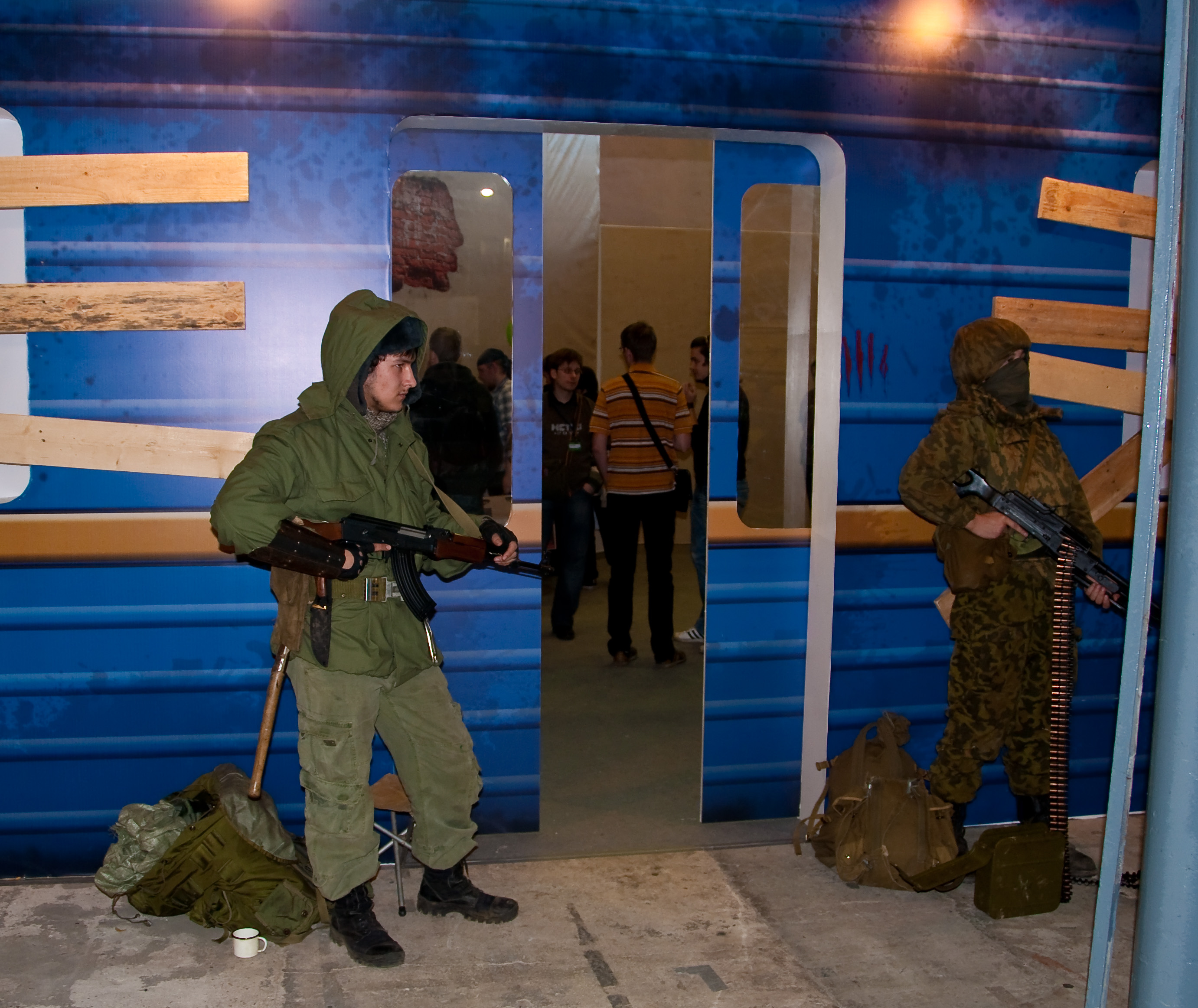
ارتداء الزي العسكري للعبة في جناح لعبة مترو 2033م في العاصمة الروسية موسكو عام 2009م.

مترو 2033 (بالإنجليزية: Metro 2033)‏ ، هي لعبة إلكترونية من نوع تصويب منظور الشخص الأول ورعب البقاء، أنتجت سنة 2010م، وتعمل على نظامي إكس بوكس 360 ومايكروسوفت ويندوز.
وتدور القصة حول الكارثة التي حلت في العاصمة الروسية موسكو، وذلك بعد الضربة النووية، يبحث بطل اللعبة عن ماتبقى على قيد الحياة.

## وصلة خارجية
- الموقع الرسمي